# 番子寮 (臺中市大甲區)
番子寮，原寫為蕃仔藔，是臺灣臺中市大甲區的一個傳統地域名稱，位於該區南半葉中部偏南。相較於今日行政區，其範圍大致為義和里西大半部。

## 歷史
台灣清治末期，番子寮地區為一街庄，稱為「蕃仔藔庄」，隸屬於苗栗三堡。該庄北與庄尾庄為鄰，東與外水尾庄、內水尾庄為鄰，南邊一小段與六塊厝庄為界，西邊為後厝仔庄，西北邊一小段與牛埔庄為界。
1901年（日明治三十四年）11月，全台廢縣廳改設二十廳，該庄隸屬於苗栗廳。1903年（明治三十六年）6月，該庄編入「大甲區」，仍隸屬於苗栗廳。1909年（明治四十二年）10月，全台二十廳合併為十二廳，苗栗廳廢止，大甲區改隸屬於臺中廳。1920年（大正九年），全台地方制度大改正，該庄改制並雅化為「番子寮」大字，隸屬於臺中州大甲郡大甲庄。1933年，大甲庄升格為大甲街。
戰後大甲街改制為大甲鎮，隸屬於臺中縣，大字亦改制為里。1950年10月，中、彰、投分治，大甲鎮隸屬不變。2010年12月，隨著臺中縣、市合併為直轄臺中市，大甲鎮改制為大甲區。

## 聚落
本地區主要的聚落為番子寮。

## 交通
台鐵海線大致以東北—西南走向轉北北東—南南西走向經過番子寮地區南部近邊界地帶，境內未設站。東北側最近的是大甲車站，屬二等站，各級列車均有停靠；西南側最近的是台中港車站，亦屬二等站，僅停靠區間車。由此等可前往台鐵沿線各站。
省道台1線（經國路、中山路一段）又稱「縱貫公路」，是台北至屏東楓港的台灣西部傳統平面幹道，大致以北偏西—南偏東走向轉北北東－南南西走向經過本地區東部邊界地帶及南部。由該道路向北偏西繞過大甲市區可前往苑裡、通霄、後龍、頭份等地，向南南西可前往清水、梧棲、龍井、大肚等地。
區道中18線（興安路）是頂庄至大甲的道路，大致以西南西—東北東走向經過本地區西北部凸出部分近邊界地帶。由該道路向西南西可前往後厝子與牛埔交界地帶、福興、中庄的頂庄並止於大安國小旁的區道中7線路口，向東北東轉東南可前往庄尾、大甲市區並止於舊省道台1線（順天路）路口。
區道中20線（文曲路）是六塊厝至外水尾的道路，大致以西南西—東北東走向轉西北西—東南東走向經過本地區中部。由該道路向西南西可前往後厝子、六塊厝並止於區道中7線路口，向東南東可前往外水尾北部並止於舊省道台1線路口。
區道中30線（二崁路）是番子寮至后里的道路，其西側端點位於本地區東部邊界地帶偏南的省道台1線路口。由此向南偏西沿邊界行一段路轉東南東出境後，過鐵路可前往內水尾、磁磘、六分、月眉東北部的崎頭、后里北部並止於省道台13線路口。